# Cruz de Quintero
Cruz de Quintero är en ort i Mexiko.   Den ligger i kommunen Cotaxtla och delstaten Veracruz, i den sydöstra delen av landet, 300 km öster om huvudstaden Mexico City. Cruz de Quintero ligger 51 meter över havet och antalet invånare är 172.
Terrängen runt Cruz de Quintero är platt. Runt Cruz de Quintero är det ganska glesbefolkat, med 43 invånare per kvadratkilometer. Närmaste större samhälle är Piedras Negras, 19,4 km sydost om Cruz de Quintero. Omgivningarna runt Cruz de Quintero är en mosaik av jordbruksmark och naturlig växtlighet.